# Seweckenwarte

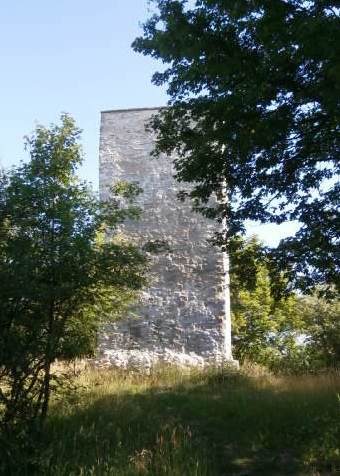
Seweckenwarte

Die Seweckenwarte, auch Sewekenwarte, ist eine Feldwarte ostsüdöstlich der Stadt Quedlinburg in Sachsen-Anhalt. Das Bauwerk ist örtlichem Denkmalverzeichnis als Baudenkmal und auch als Bodendenkmal eingetragen.

## Lage
Die Warte gehört zum Quedlinburger Warten- und Landgrabensystem und steht rund 3,5 km ostsüdöstlich von Quedlinburg auf den Seweckenbergen. Etwas weiter südlich liegt die Gersdorfer Burg. Die Seweckenwarte ist im Quedlinburger Denkmalverzeichnis eingetragen.

## Geschichte und Architektur

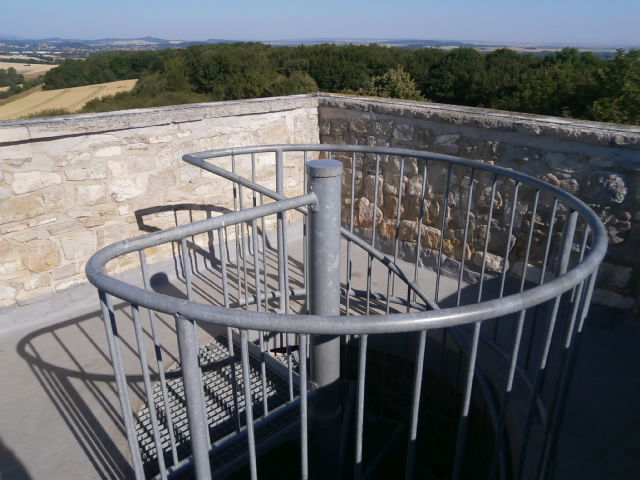
Aussichtsplattform

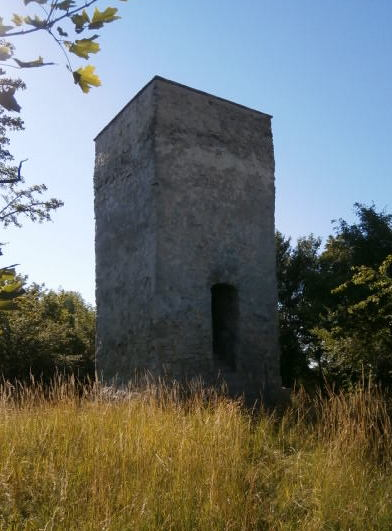
Ebenerdiger Zugang

Die Warte entstand vermutlich im 14. Jahrhundert und ist jünger als andere Warten wie Lethwarte und Bicklingswarte. Sie ist aus Muschelkalk und Gipsmörtel errichtet, beide Materialien kommen in den Seweckenbergen vor. Andere Angaben nennen fälschlicherweise Sandsteinquader, wobei dieses Baumaterial tatsächlich bei allen anderen Quedlinburger Warten zum Einsatz kam. Der Turm verfügt über einen quadratischen Grundriss, mit einer Kantenlänge von 3,90 Meter bis 4,40 Meter am Sockel und 3,80 Meter bis 4,00 Meter am Schaft. Ursprünglich betrug die Höhe der Warte etwa 10 bis 12 Meter, heute ist der Turm 8,50 Meter hoch. In der Vergangenheit befand sich auf dem Tum ein Fachwerkaufsatz, in dem sich ein Wachraum befand. Die Warte diente dazu, vor herannahenden Feinden zu warnen.
Anfang der 1990er Jahre wurde die Warte instand gesetzt, nach dem auch bereits in den 1960er und 1970er Jahren Reparaturen erfolgt waren. Durch den Einbau eines ebenerdigen Zugangs und einer Wendeltreppe wurde die Seweckenwarte als Aussichtsturm nutzbar gemacht. Der ursprüngliche Zugang lag einige Meter hoch und war nur mit Leitern zu erreichen. Mitte der 2000er Jahre erhielt die Betonplattform des Turms eine Spezialabdichtung, um einen Wassereintritt zu verhindern. Im Jahr 2011 war eine erneute Sanierung der West- und Südseite erforderlich, da bei den Reparaturen der 1960er und 1970er zementhaltiger Mörtel eingesetzt worden war, der nun im Verhältnis zum Gips des Turms zu Bauschäden führte.
Die Warte ist ständig geöffnet.